# Anatole Guindey
Pour les articles homonymes, voir Guindey.
Anatole Guindey, né le 16 janvier 1834 à Langres et mort le 14 octobre 1898 à Évreux, est un médecin et homme politique français.

## Biographie
Né en Haute-Marne, Guindey arrive, en 1835, à l’âge de dix-huit mois, à Évreux, où son père a été nommé principal du collège. Médecin de profession, il a étudié la médecine à la Faculté de médecine de Paris et revient pratiquer à l’hôpital d’Évreux. 
Républicain, il est conseiller général (canton d'Évreux-Nord) dès 1880. Il est élu sénateur de l'Eure le 15 mars 1891, succédant ainsi à Alphonse Lecointe. Il fut réélu le 7 janvier 1894, et conserva son mandat jusqu'à sa mort, d'une crise cardiaque alors qu’il donnait une consultation médicale. Il fut également maire d'Évreux de 1896 à 1898.
Avant même sa mort, on a donné son nom à l'ancienne rue Désormeaux d'Évreux, ainsi devenue la « rue du Docteur-Guindey », nom attesté dès 1890.
Il est enterré au cimetière Saint-Louis d'Évreux; son tombeau est réalisé par le sculpteur eurois Albert Miserey en 1901.
Il est le père du haut fonctionnaire Claude Guindey, mort pour la France.

## Distinctions
- Chevalier de la Légion d'honneur (décret du 8 septembre 1888)